# خانه مجیدی افشار
خانه مجیدی افشار مربوط به اواخر دوره قاجار -اوایل دوره پهلوی است و در اورمیه، خیابان آیت الله کاشانی واقع شده و این اثر در تاریخ ۲۷ اسفند ۱۳۸۱ با شمارهٔ ثبت ۸۰۱۰ به‌عنوان یکی از آثار ملی ایران به ثبت رسیده است.